# Paul Appenzeller
Paul Appenzeller (* 11. April 1888 in Höngg bei Zürich; † 18. Dezember 1951 in Zürich), Pseudonym Hansruedi Lachdigsund, war ein Schweizer Mundartautor.

## Leben

### Privates
Paul Appenzeller war der Sohn von Johannes Appenzeller. 1921 lebte er in der Konradstr. 76 in Zürich. Er war ab 1939 mit Hanna, Tochter von Otto Gassler aus Koblenz, verheiratet.

### Werdegang
Nachdem Paul Appenzeller eine kaufmännische Lehre erhalten hatte, besuchte er die Handelsschule in Zürich und war seit 1929 in der Stadtverwaltung Zürich tätig; bei seinem Tod war er Sekretär beim 1929 geschaffenen Wohlfahrtsamt (heute Sozialamt) in Zürich.

### Schriftstellerisches Wirken
Bereits in der Schule beschäftigte sich Paul Appenzeller mit schriftstellerischen Arbeiten. 1913 trat er erstmals mit einigen Einaktern in Schweizerdialekt, von denen einige mehrfach aufgelegt wurden, an die Öffentlichkeit.
Zwischen 1913 und 1949 schrieb er eine sehr grosse Anzahl an Lustspielen und weiteren Stücken, unter anderem 1913 Chasper Nidsigent und 1914 De Zapfenstreich, fünf mehraktige Schauspiele in Zürcher Dialekt, hierzu gehörte 1914 ’s Roseli vo Tannebach sowie zehn ernste Dramen in hochdeutscher Prosa, mit Die Lebensschuld, das er ebenfalls 1914 schrieb und die zum Teil mehrere Auflagen erlebte. 
Unter seinem Pseudonym Hansruedi Lachdigsund schrieb er 1921 Schwizer Witzpumpe (Zum Todlache); E Sammlig vo über 400 zünftige Witze für d’Lüüt z’unterhalte und z’lache z’mache.
Aufführungen seiner Stücke fanden in der gesamten Schweiz statt, so unter anderem in der Dramatischen Gesellschaft in Zürich.
Sein Stück Das Allerseelenkind von 1916 wurde auch in Deutschland aufgeführt.
Darüber hinaus publizierte er mehrere Sammelbände mit Gelegenheitstexten und war Feuilletonist bei schweizerischen und deutschen Tageszeitungen.
In Stuttgart hatte C. Ackermann das Verlagsrecht für die Veröffentlichung der Schriften von Paul Appenzeller für Deutschland und Österreich in vollem Umfang erworben.

## Werke (Auswahl)
- De Zapfestreich. Weinfelden Neuenschwander, 1913.
- E glungni Ballonfahrt. Weinfelden: Neuenschwander, 1913.
- Die Lebensschuld. Volksstück aus dem schweizerischen Hochgebirge in 5 Akten. Bern/Biel/Zürich: E. Kuhn, 1914.
- D’Frau häd Wösch. Zürich: Justus Rebsacker, 1915.
- Das Allerseelenkind. 1915.
- De Sängerkuss. Aarau: Sauerländer 1916.
- D’Chuchidragoner. Zürich: Hebsacker, 1917.
- Eigesinnig. Aarau Sauerländer 1918.
- Der Schicksalsschmied. Zürich: Justus Hebsacker, 1918.
- ’s Gritli i der Uniform. Zäh Minute vor der Scheidig. Zürich: Hebsacker, 1919.
- De Schlüssel verleit oder E bösi Komödie. Zürich: Hebsacker, 1919.
- Alarm! Oder: E gstörti Prob. De Schulde los! Oder: Der Uffstieg mit em Luftballon. Zürich: Hebsacker, 1919.
- Bi der Wahrsägeri. Zürich: Hebsacker, 1919.
- De verhext Hochzyter. Zürich: Hebsacker, 1919.
- En heitere Chochkurs. Zürich: Hebsacker, 1919.
- D’Autorität. 1920.
- Die neu Stundezehlig. 1920.
- Die Tochter vom Arvenhof. 1920.
- En alte Sünder. Zürich: Hebsacker, 1920.
- Er weiß öppis. Zürich: Hebsacker, 1920.
- Gege ’s Herzchlopfe. Zürich: Hebsacker, 1920.
- Schwizer Witzpumpe (Zum Todlache). E Sammlig vo über 400 zünftige Witze für d’Lüüt z’unterhalte und z’lache z’mache. Zürich: Hebsacker 1921.
- Die Namenlose. Zürich: Hebsacker, 1921.
- Ist nun der Traum vorbei? Novelle aus Tschiertschen. 1921.
- Chasper Niedsigent. Aarau: Sauerländer, 1923.
- s’Roseli vo Tannebach. Biel/Bern: Ernst Kuhn, 1923.
- Das Mailehen. 1924.[4]
- Gottschalken. Reutlingen: Enßlin & Laiblin, 1925.
- S’Hemderknöpfl. Mülhausen: Salvator, 1932.
- ’s Wiehnachts-Glöggli – Sylvester- und Neujahrsversli, Gedichtli und Szene i Schwizerdialekt für Buebe und Chinde zum ufsäge und uffüehre diheim und i der Sunntigsschuel. Zürich: Hebsacker, 1933.
- D’Ushebig z’Hindermondlike. 1933.
- Alles wegeme Hemperchnöpfli. Aarau: Sauerländer, 1946.
- Ist nun der Traum vorbei? Novelle aus Tschiertschen. Überarbeitete Neuausgabe 2014. Herausgegeben durch Dr. Peter P. Knobel. Verlag Victor Hotz, Steinhausen. Umschlagillustration: Francoise Nussbaumer.
- Was it only a dream? A novella from Tschiertschen. 2014. Translated by Rosemary Smeets-Cowan. Editor-in-Chief Dr. Peter P. Knobel. Publisher Victor Hotz, Steinhausen. Illustration: Francoise Nussbaumer.
- Cantonese Edition of 'Was it only a dream?'. 2015. Based on the English translation by Rosemary Smeets-Cowan. Publisher: Ah Khing Teo. Illustration: Francoise Nussbaumer.